# Kōhei Hattori
Kōhei Hattori (japanisch 服部 康平 Hattori Kōhei; * 4. April 1991 in Kawasaki) ist ein japanischer Fußballspieler.

## Karriere
Hattori erlernte das Fußballspielen in der Schulmannschaft der Kokushikan High School und der Universitätsmannschaft der Kokushikan-Universität. Seinen ersten Vertrag unterschrieb er 2014 beim SC Sagamihara. Der Verein spielte in der dritthöchsten Liga des Landes, der J3 League. Für den Verein absolvierte er 66 Ligaspiele. 2017 wechselte er zum Ligakonkurrenten Tochigi SC. 2017 wurde er mit dem Verein Vizemeister der J3 League und stieg in die J2 League auf. Für den Verein absolvierte er 61 Ligaspiele. 2019 wechselte er zum Erstligisten Matsumoto Yamaga FC nach Matsumoto. Am Ende der Saison 2019 stieg der Verein in die zweite Liga ab. Nach insgesamt 18 Spielen für Matsumoto wechselte er Anfang 2021 in die Präfektur Gifu zum Drittligisten FC Gifu.